# Pierre de Brigode de Kemlandt
Pour les autres membres de la famille, voir Famille de Brigode.
Pour les articles homonymes, voir Brigode.
Pierre de Brigode de Kemlandt, né le 22 janvier 1773 à Lille et décédé le 9 janvier 1848 à Lille (Nord), est un homme politique français.

## Biographie
Pierre-François-Robert-Désiré de Brigode de Kemlandt nait à Lille le 22 janvier 1773, est baptisé le même jour. Il est l'aîné des trois fils de Pierre Jacques Joseph de Brigode (1724-1781), écuyer, seigneur de Kemlandt, conseiller-secrétaire du Roi en la chancellerie près le Parlement de Flandres, échevin de Lille, bourgeois de Lille, et de Marie-Catherine Recq (1744-1813), dame de Luchin, enterrée avec son mari à Annappes. Ses frères sont Romain Joseph de Brigode, maire d'Annappes, député puis Pair de France et Louis Marie Joseph de Brigode, maire de Lille, pair de France.
Lui-même écuyer, au moment de la Révolution française, il s'engage dans les dragons en 1793, est attaché à l'état-major du général Étienne Macdonald, est adjoint au corps du génie pendant la campagne de Hollande, dans le cadre de la Révolution batave.
Il est également colonel de la garde nationale de Saint-Omer.
De 1817 à 1844, il exerce les fonctions de maire de Camphin-en-Pévèle, où se trouve son domaine de Luchin
Par lettres patentes du 15 novembre 1828, le Roi Charles X le fait comte héréditaire, sur institution de majorat (sur les terres du canton de Cysoing et du canton de Lannoy).
Propriétaire terrien, il est élu de 1836 à 1845 conseiller-général du canton de La Bassée et de         celui de Seclin-Sud. En 1833 et 1834, il est président du Conseil général du Nord .
Il meurt le 9 janvier 1848, à 74 ans.

### Mariage et descendance
Il épouse le 31 mai 1813  Marie Antoinette Ghislaine Sylvie de Luytens de Bossuyt (Lille, 24 avril 1779 - 18 novembre 1843), fille de Maximilien François Joseph de Luytens et de Françoise Ghislaine Josèphe Bady. Dont trois enfants :
- Pierre Oscar Maximilien de Brigode Kemlandt, député du Nord (Lille, 14 avril 1814 - Paris, 17 mai 1874), marié à Liège le 10 octobre 1840 avec Marie Albertine Léonie, baronne de Rosen (1820-1885), dont postérité ;
- Pierre Raymond Victor Ghislain de Brigode (Lille, 24 octobre 1819 - château de Brocourt, 9 juillet 1884). Il quitte le Nord en achetant vers 1851 la terre de Brocourt, y construit une vaste demeure et y crée un équipage de vénerie. Il épouse le 27 avril 1847 Eugénie-Alphonsine-Marie-Augustine Lecomte de La Viefville (1825-1899), fille d'Eugène-Philippe-Joseph et d'Alphonsine Bernard de Cizancourt, morte à Brocourt le 29 mai 1899 , à 73 ans[8]. Dont postérité.
- Marie Eusébie Henriette Ferdinande de Brigode (19 janvier 1818 - château de Luchin, 23 septembre 1822).